# Dolina Oleśnicy i Potoku Boguszyckiego
Dolina Oleśnicy i Potoku Boguszyckiego este o arie protejată (sit de importanță comunitară — SCI) din Polonia întinsă pe o suprafață de 1.118,81 ha, integral pe uscat.

## Localizare
Centrul sitului Dolina Oleśnicy i Potoku Boguszyckiego este situat la coordonatele 51°15′35″N 17°24′46″E / 51.2597°N 17.4129°E.

## Înființare
Situl Dolina Oleśnicy i Potoku Boguszyckiego a fost declarat sit de importanță comunitară în octombrie 2009 pentru a proteja 11 specii de animale.

## Biodiversitate
Situată în ecoregiunea continentală, aria protejată conține 3 habitate naturale: Liziere de ierburi înalte hidrofile de câmpie și de nivel montan până la alpin, Fânețe de joasă altitudine (Alopecurus pratensis, Sanguisorba officinalis), Păduri aluvionare cu Alnus glutinosa și Fraxinus excelsior (Alno-Padion, Alnion incanae, Salicion albae).
La baza desemnării sitului se află mai multe specii protejate:
- amfibieni (2): buhai de baltă cu burta roșie (Bombina bombina), triton cu creastă (Triturus cristatus)
- mamifere (4): liliac cârn (Barbastella barbastellus), castor (Castor fiber), vidră de râu (Lutra lutra), liliac comun (Myotis myotis)
- nevertebrate (3): fluturele purpuriu (Lycaena dispar), Lycaena helle, Osmoderma eremita
- pești (2): cicar (Lampetra planeri), țipar (Misgurnus fossilis)